# Luftleitung (Physiologie)
Luftleitung bezeichnet in der Physiologie die Übertragung von Schall über die Luft (Luftschall).
Für gewöhnlich geht es beim Gebrauch dieses Begriffes um die Diagnose oder Differentialdiagnose von Hörstörungen. Bei der Luftleitung nimmt der Schall – im Gegensatz zur Knochenleitung – den Weg über Außen-, Mittel- und Innenohr.
Die Luftleitung kann mittels Audiometrie gemessen werden, dabei wird ein Audiogramm erstellt.